# 一字金輪佛頂
一字金輪佛頂 （梵名：एकाक्षर उष्णीषचक्र [ekākṣara-uṣṇīṣacakra]）為佛頂尊之一。一字金輪佛頂是入於甚深三昧禪定境界的如來所宣說一字真言「步嚕唵」（भ्रूं [bhrūṃ]）之神格化。
一字金輪佛頂的「一字」是指以梵字「步嚕唵」（भ्रूं [bhrūṃ]）一字為真言。金輪則指轉輪聖王中最為尊貴、優越的金輪聖王，以此來比喻此佛頂尊有著如金輪聖王般的無比威神、殊勝。因此，以一字金輪佛頂為主尊的一字金輪曼荼羅中、往往也會繪製上伴隨轉輪聖王一同出現於世間的輪王七寶（金輪寶、摩尼寶、玉女寶、馬寶、象寶、主藏臣寶、主兵臣寶）。
根據不同的經典、一字金輪佛頂有著如來造形的釋迦金輪、以及天人菩薩造型的大日金輪兩種不同的姿態。

## 釋迦金輪
釋迦金輪為釋迦如來所變化的佛頂尊。
三昧耶形為八輻輪（具有八根軸柱的輪寶）。種子字為「步嚕唵」(bhrūṃ)。
其實際造像，通常為螺髪相如來形，並且身著紅色袈裟。印相為定印，在兩手上安置輪寶、並坐於須弥山之上的月輪（包圍全身的白色光背）或者日輪（紅色月輪）中。此外，也有在光背的周圍環繞著輪寶的造型存在。
而在『陀羅尼集經第一』（大正新脩大蔵経No.901）中的描述，釋迦金輪是「身真金色著赤袈裟。戴七寶冠作通身光。手作母陀羅。結跏趺坐七寶莊嚴蓮華座上。其華座下豎著金輪。其金輪下畫作寶池。」
由於釋迦金輪與其輪寶能折伏九曜等天體神、故宿曜道中將之視為能避除凶星災厄的修法本尊而相當重視。

## 大日金輪

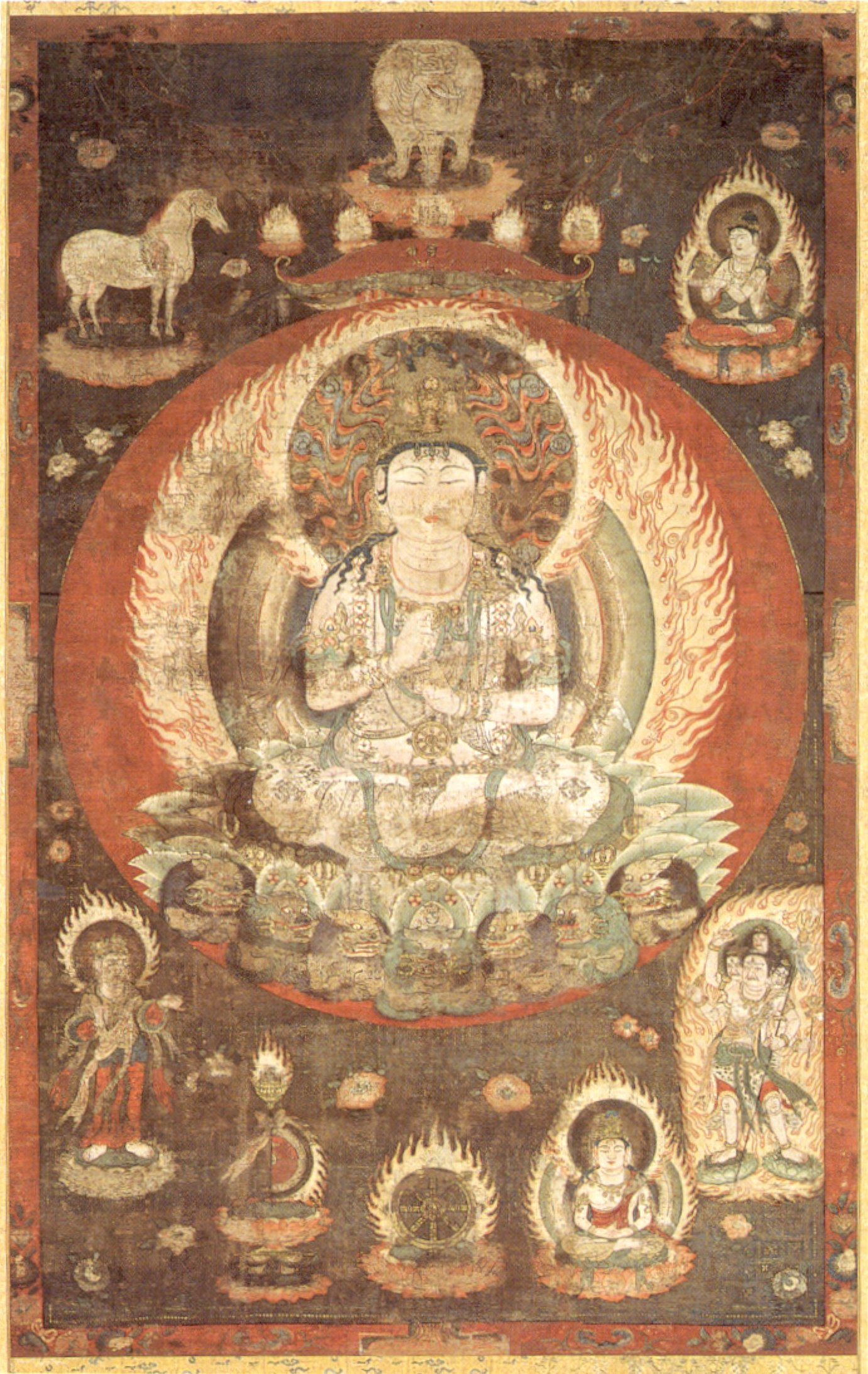
一字金輪曼荼羅
中央為大日金輪，周匝圍繞著佛眼佛母與輪王七寶。

大日金輪為大日如来所變化之佛頂尊，係金剛界大日如来入胎藏界日輪三昧後所說「步嚕唵」真言之神格化。
三昧耶形為十二輻輪。種子字與釋迦金輪同樣為「步嚕唵」（भ्रूं [bhrūṃ]）。
其尊容為：頂戴五智佛冠，身披天衣、瓔珞，印相為智拳印。端坐在由七匹獅子支撐的白蓮華座上。其造型酷似金剛界大日如来，但金剛界大日如來是端坐於月輪中，而大日金輪則坐於日輪（紅色月輪）之中。坐於月輪或日輪成了區別二者的特徵。此外，大日金輪的造像中，也有在日輪周圍配置上輪寶圍繞的造型。
大日金輪為天台宗蘇悉地法之本尊，並被視為與金剛界・胎藏界大日如來相同的尊格。
大日金輪也被認為與佛眼佛母是表裏一體的存在，金剛界大日如來入於胎藏界日輪三昧境界的狀態化成大日金輪、胎藏界大日如來入金剛界月輪三昧境界的姿態則成為佛眼佛母。
再者，從教化眾生的意義上，因一字金輪佛頂象徵折伏、佛眼佛母象徵攝受眾生，而兩者被認為是一體兩面。
一字金輪佛頂的曼荼羅中往往繪有佛眼佛母、佛眼佛母的曼荼羅中則繪有一字金輪佛頂的配置，是希望修法時能夠表裏兼顧，具足折伏與攝受兩面。也就是說，一字金輪佛頂以其有著無比威力的輪寶擊敗惡神，再由象徵開啟真理之眼的佛眼佛母使其轉化成為善神。

## 造像
一字金輪佛頂尊的造像通常以繪畫表現，雕刻成佛像的例子並不多見。日本中尊寺奉祀的一字金輪佛頂尊像（木造一字金輪坐像・日本重要文化財・秘佛）是少見的例子，此尊像據說是奧州藤原氏第三代，藤原秀衡個人的念持佛。